# Grammodes bifulvata
Grammodes bifulvata là một loài bướm đêm trong họ Erebidae.